# Gabriel Popescu
Gabriel Popescu (Craiova, 25 december 1973) is een voormalig Roemeens voetballer.

## Roemeens voetbalelftal
Popescu debuteerde in 1996 in het Roemeens nationaal elftal en speelde in totaal veertien officiële interlands, waarin hij 1 keer scoorde.
1 Stângaciu ·
2 Petrescu ·
3 Dulca ·
4 Doboș ·
5 Gâlcă ·
6 Georghe Popescu ·
7 Lăcătuș ·
8 Munteanu ·
9 Moldovan ·
10 Hagi  ·
11 Ilie ·
12 Stelea ·
13 Ciobotariu ·
14 Niculescu ·
15 Marinescu ·
16 Gabriel Popescu ·
17 Dumitrescu ·
18 Filipescu ·
19 Stîngă ·
20 Selymes ·
21 Craioveanu ·
22 Prunea ·
Coach: Iordănescu